# Neste du Louron
Die Neste du Louron ist ein Fluss in Frankreich, der im Département Hautes-Pyrénées in der Region Okzitanien verläuft. Sie entspringt in den Pyrenäen, unweit der Grenze zu Spanien, im Gemeindegebiet von Loudenvielle. Die Quelle befindet sich an der Ostflanke des Gipfels Pic de l’Abeille (3029 m), in einer Höhe von 2689 Metern. Der Fluss entwässert anfangs nach Südost, dreht bald aber nach Nord bis Nordwest, durchquert die Landschaft Pays d’Aure und mündet nach rund 32 Kilometern am nördlichen Ortsrand von Arreau als rechter Nebenfluss in die Neste, die im Oberlauf auch den Namen Neste d’Aure trägt.

## Orte am Fluss
(in Fließreihenfolge)
- Loudenvielle
- Génos
- Adervielle-Pouchergues
- Vielle-Louron
- Avajan
- Bordères-Louron
- Arreau